# Matthew Currie Holmes
Matthew Currie Holmes est un acteur canadien, né le 26 mai 1974 à North Bay, dans la province de l'Ontario. Il réside à Los Angeles en Californie.

## Carrière
Matthew Currie Holmes a tourné dans une dizaine de projets. Il joue notamment l'un des rôles principaux dans la série canadienne Godiva's (2005), ainsi que dans la série Edgemont.

## Filmographie
Liste non exhaustive
- 2005 : Fog (The Fog), réalisé par Rupert Wainwright
- 2006 : Firewall, réalisé par Richard Loncraine
- 2007 : Détour mortel 2 (Wrong Turn 2), réalisé par Joe Lynch
- 2013 : Wolves de David Hayter : Setter